# Musée Roi-Othon-de-Grèce

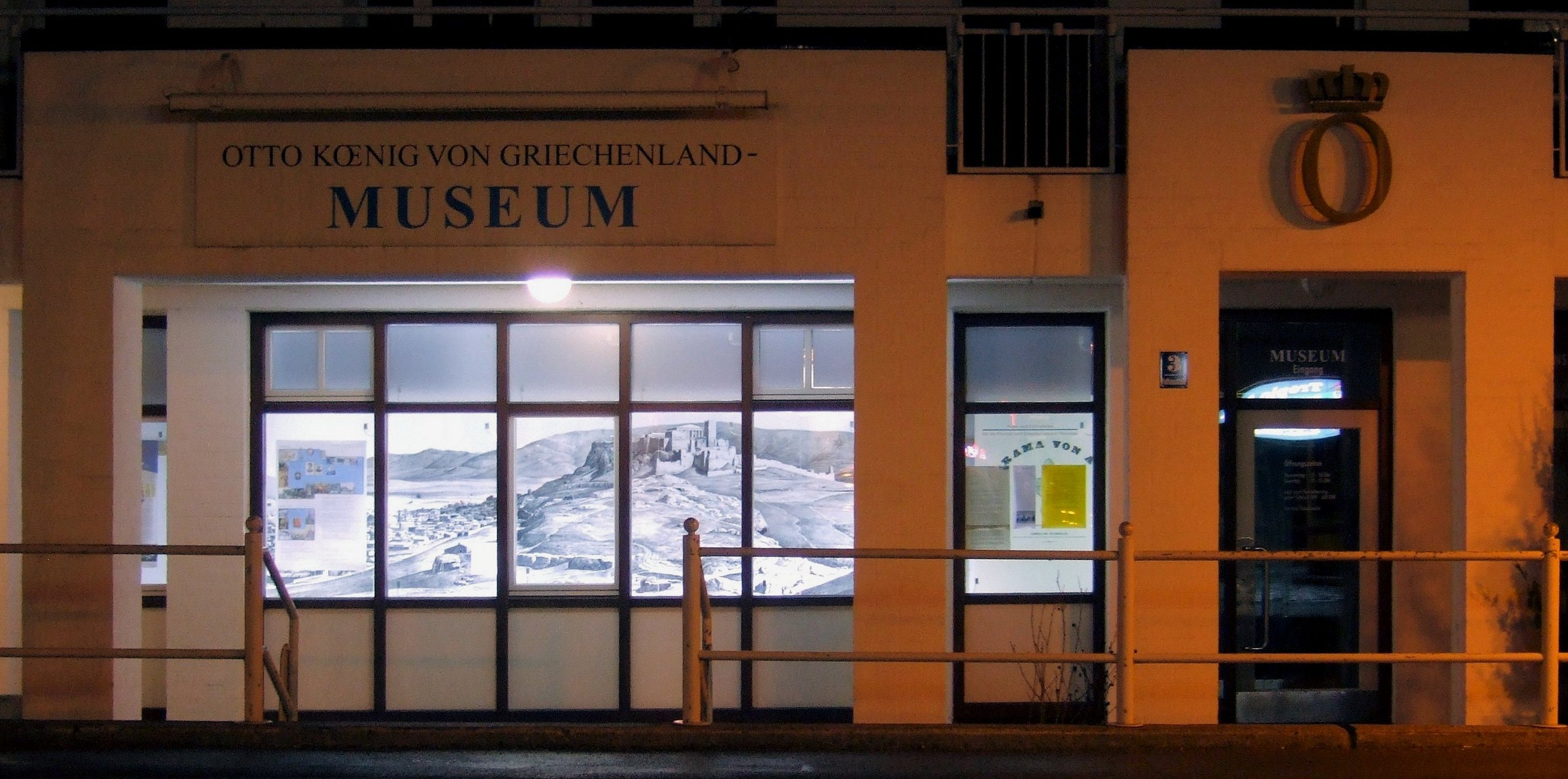
Façade du musée.

Le musée Roi-Othon-de-Grèce (en allemand : König-Otto-von-Griechenland-Museum) est un petit musée allemand situé à Ottobrunn, en Bavière. Consacré au philhellénisme, à l'histoire de la guerre d'indépendance grecque et au règne du roi Othon Ier de Grèce, il a été créé en 1989.
Le projet de musée a été imaginé, en 1979, par le conseil municipal d'Ottobrunn (ville marquée par le départ du prince Othon de Bavière dans son nouveau royaume, en 1832). C'est cependant en 1989 que le musée est ouvert, sur le site de l'hôtel de ville. Les collections du musée comptent aujourd'hui plus de 200 objets centrés sur l'histoire de la Grèce au début du XIXe siècle.
Depuis 2000, le site du musée s'est agrandi, passant de 80 à 174 mètres carrés.